# Norman Bröckl
Norman Bröckl (ur. 22 sierpnia 1986 w Berlinie) – niemiecki kajakarz, brązowy medalista olimpijski, trzykrotny mistrz świata.

## Kariera sportowa
Brązowy medalista igrzysk olimpijskich w Pekinie w 2008 roku w konkurencji K-4 (razem z Lutzem Altepostem, Torstenem Eckbrettem i Björnem Goldschmidtem) na 1000 m. Jest pięciokrotnym medalistą mistrzostw świata w konkurencji kajaków, trzykrotnym mistrzem świata (2005, 2007, 2011).